# Convento de Santo Antônio (Ipojuca)
O Convento de Santo Antônio, é um conjunto arquitetônico católico pertencente à Ordem Franciscana, localizado no município de Ipojuca, no estado brasileiro de Pernambuco.
Fundado em 1606 pelo frei Leonardo de Jesus, é um dos conventos franciscanos mais antigos do Brasil, e suas soluções arquitetônicas serviram de modelo para outros conventos da Ordem no país. Nele se encontram os restos mortais do primeiro franciscano que viveu no país, frei Gaspar de Santo Antônio, falecido em 1635.

## O convento
Consta que no início do século XVII, frei Leonardo, ao desempenhar pela segunda vez a direção da Província Franciscana do Brasil, promoveu a fundação simultânea dos conventos franciscanos de Ipojuca, Recife e Rio de Janeiro. Devido à importância religiosa do convento de Ipojuca, este foi alvo, durante décadas, de muitas romarias, representando um grande marco do povoamento do município.
Dentre os frades mais ilustres falecidos no convento, esta o pernambucano João de Santa Ângela (-/1756), autor de quatro teses em latim, todas impressas em Lisboa, nos campos da lógica, física, metafísica e teologia.
O convento é o único que possui a imagem de Jesus crucificado com as mãos para o alto, em uma cruz sem emendas.
Segundo a lenda, em um dia de limpeza, um noviço quebrou o santo principal do altar-mor e, com medo de ser repreendido, foi à casa de seu tio, um importante comerciante, que morava no Engenho Trapiche, pedir ajuda. Ficou combinado que o tio, que estava para viajar a Portugal, traria dali uma nova imagem; entretanto, em meio a tantos compromissos profissionais acabou se esquecendo da encomenda.
Procurando remediar a situação, o tio do noviço saiu do navio, que o traria de volta ao Brasil, e se surpreendeu ao se deparar com um vendedor que oferecia a imagem de um Cristo com os braços levantados. Emocionado, o comerciante decidiu comprá-la e voltou ao navio para buscar o dinheiro do pagamento, contudo, ao retornar não encontrou mais o vendedor, apenas o santo.
Embora trouxesse consigo a imagem, o trabalho não estava terminado, afinal, esta precisaria de uma cruz. Sem saber onde procurar, o comerciante e seu sobrinho foram às matas do Engenho Trapiche e, novamente, se surpreenderam ao encontrar uma árvore com o formato exato de uma cruz. Depois desses fatos, o Santo Cristo, como a imagem é conhecida, ganhou fama e virou a peça mais importante do acervo do Convento de Santo Antônio.
Em março de 1935, um colossal incêndio tomou conta da Igreja de Santo Cristo, anexa ao convento, ocasionando a destruição de esquadrias e mobiliários seculares, porém a imagem do santo com os braços levantados e a cruz resistiram ao fogo. Conta-se que a população local organizou uma corda humana que ligava as águas do Rio Ipojuca às chamas e conseguiu salvar seu venerado santo, sendo esse acontecimento considerado um dos maiores milagres do Santo Cristo.